# Mokronog-Trebelno
Mokronog-Trebelno là một đô thị ở Slovenia. Đô thị này đã được lập ra vào năm 2006 khi nó đã tách khỏi từ đô thị Trebnje. Nó là một phần của tỉnh truyền thống Hạ Carniola. Đô thị này hiện nay bao gồm trong khu vực Đông Nam thống kê Slovenia.
Các ngôi mộ có niên đại sớm thời kỳ đồ sắt đã được phát hiện trên một số khu vực tại thành phố. Thị trấn Mokronog lần đầu tiên được đề cập trong năm 1137. Trong khoảng 1340, một bức tường được xây dựng xung quanh thị trấn, trong đó chỉ có một tòa tháp hiện nay vẫn còn. Thị trấn bị nặng từ cuộc tấn Ottoman vào thế kỷ 16 và 17 và nó mất phần lớn dân số. Nó lấy lại tầm quan trọng trước đây của nó chỉ ở đầu thế kỷ 19 khi nó trở thành một trung tâm của ngành công nghiệp da. Các nhà máy sản xuất da bị phá hủy hoàn toàn vào năm 1943 bởi một cuộc không kích của Đức Quốc xã. 
Người dân địa phương nổi tiếng bao gồm đầu thế kỷ 19 nhà văn Franc Serafin Metelko và vận động viên bơi đường dài Martin Strel.